# الاضطرابات النفسية للولادة
الاضطرابات النفسية للولادة (بالإنجليزية: Psychiatric disorders of childbirth)، هي مجموعة من الاضطرابات النفسية التي تحدث للأم، وتتعلق بعملية الولادة نفسها. تحدث وتتداخل تلك الاضطرابات قبل عملية الولادة العضوية متضمنة اضطرابات نفسية مُرتبطة بإنجاب الأطفال (وقد تصل لحد الذهان الذي يلي عملية الوضع) وتشمل أعراض الغضب، أو مجموعة من الحالات النادرة.
تأخذ مجموعة من الأشكال المميزة للذهان، فتبدأ أثناء الحمل (أي قبل الولادة)، لتمتد أحيانًا بعد عملية الولادة. في دول أوروبا وأمريكا الشمالية، لا يعرف إلا ذهان واحد مُتعدد الأشكال (الذهان الذي يلي عملية الوضع). بالإضافة للاضطراب ثنائي القطب (الهوس الاكتئابي) الذي يلي الوضع، حيث يشار إليه في التحليل التشخيصي على أنه ثنائي القطب، في بداية الحمل، وهي حالة منفصلة لا تحتوي على خصائص ذهانية. تاريخيًا، كانت ربع حالات الذهان بعد الولادة "عضوية"، والآن تصنف تلك الحالات على أنها شكل من الهذيان. وهذا يعني أن الاضطرابات العقلية الشديدة، والتي تأخذ شكل الهذيان تتطور كمضاعف لمرض جسدي.